# لری ریچارد ویلیامز
لری ریچارد ویلیامز (انگلیسی: Larry Richard Williams؛ زادهٔ ۶ اکتبر ۱۹۴۲) مؤلف و معامله گر  اهل ایالات متحده آمریکا است که در سال ۱۹۸۷ به بازدهی ۱۱،۳۷۶ درصد در مسابقات جهانی رابین کاپ در بازار فیوچرز رسید و در حال حاضر بالاترین رکورد را دارد. او سیاستمدار از ایالت مونتانا و پدر میشل ویلیامز، است.